# Syntrichia subpapillosa
Syntrichia subpapillosa är en bladmossart som beskrevs av Celina Maria Matteri 1994. Syntrichia subpapillosa ingår i släktet skruvmossor, och familjen Pottiaceae. Inga underarter finns listade i Catalogue of Life.